# Kollafjørður (fiord)
El Kollafjørður [ˈkɔtlaˌfjøːɹʊɹ] és un fiord situat al costat oriental de l'illa de Streymoy, a les illes Fèroe. Es troba dins dels límits municipals de Tórshavn, la capital de l'arxipèlag. S'orienta SO-NE i té una llargada de poc més de 4 quilòmetres; la seva desembocadura s'obre al Tangafjørður, que és la continuació sud de l'estret de Sundini. El fiord és relativament profund i està envoltat d'altes muntanyes: el Vørlufjall (633 m) i el Dyllan (481 m), situats al costat nord, i el Kaldbakskambur (585 m), situat al costat sud. El Kollfjarðardalur, de fet, continua en direcció nord-oest terra endins en un corredor anomenat Kollfjarðardalur que ha esdevingut un important nus de trànsit per a les carreteres que comuniquen amb Tórshavn, al sud, amb la resta de l'illa de Streymoy i el seu enllaç amb Eysturoy i la regió de Norðoyar.
A la riba del fiord hi ha dos pobles: Singabøur a la riba sud i Kollafjørður a la riba nord. La urbanització del poble de Kollafjørður ocupa pràcticament tot el cantó nord del fiord.